# Lilium kesselringianum
Lilium kesselringianum  es una especie de planta en la familia Liliaceae.  Es natural de Eurasia, desde el sur de Rusia hasta el norte de Turquía.

## Taxonomía
Lilium kesselringianum fue descrita por primera vez por Pavel Ivanovich Misczenko en 1914. Fue nombrado en honor del botánico Friedrich Wilhelm Kesselring (1876-1966).